# Carranca

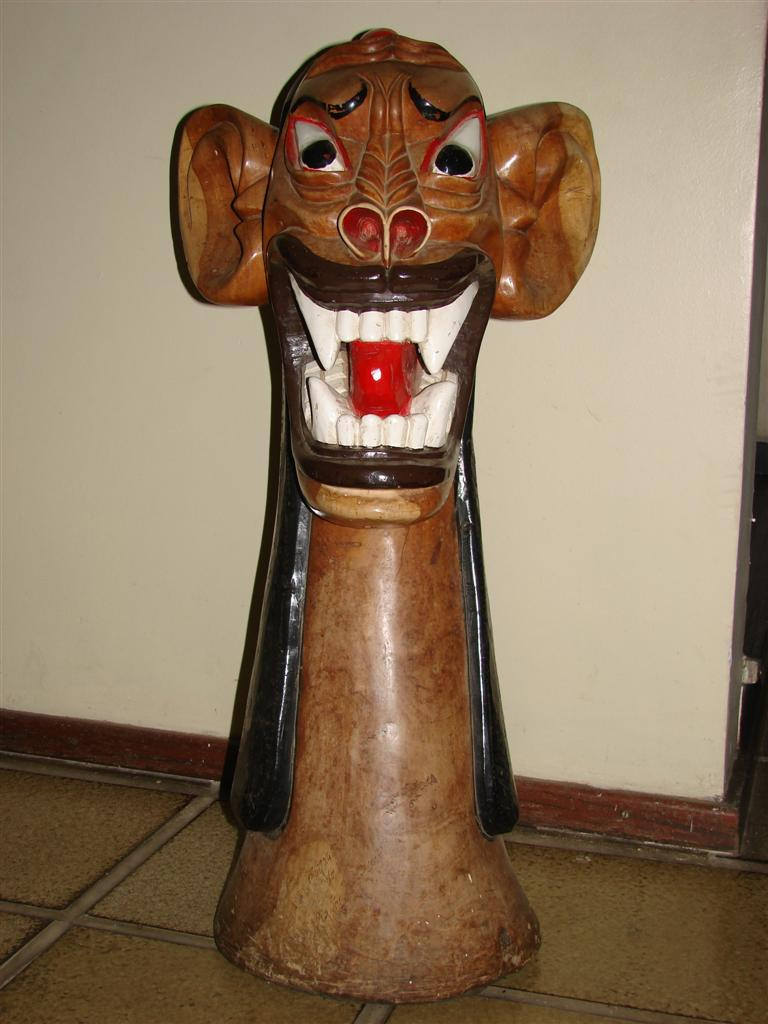
Uma carranca

Carranca ou Cabeça de proa é uma escultura com forma humana ou animalesca, produzida em madeira e utilizada a princípio na proa das embarcações que navegam pelo Rio São Francisco. 
Com feições antropomórficas ou zoomorfas e «expressão leonina», a ela se atribui a propriedade de, com três gemidos, avisar o barqueiro de que a nau irá naufragar. Autores aventam possíveis influências das antigas culturas do Egito, Assíria e Babilônia, pela influência africana dos barqueiros do Congo e da Guiné. Também é facilmente reconhecível na cultura indígena Brasileira.

## História
As primeiras referências às carrancas datam de 1888, em livros de Antônio Alves Câmara e Durval Vieira de Aguiar. As carrancas eram construídas, a princípio, com um objetivo comercial, pois a população ribeirinha dependia do transporte de mercadorias pelo rio, e os barqueiros utilizavam as carrancas para chamar a atenção para sua embarcação. Em certo momento, a população ribeirinha passou a atribuir características místicas de afugentar maus espíritos às carrancas. Esta atribuição colocava em segundo plano o aspecto artístico da produção das carrancas, ou seja, como forma de manifestação cultural popular de uma região brasileira.
Figura, figura de proa e leão de barca também eram termos utilizados pelos remeiros para designar as carrancas.
Os principais pólos de produção e comercialização de carrancas são as cidades de Juazeiro (Bahia) e Santa Maria da Vitória na Bahia, Petrolina em Pernambuco e Pirapora em Minas Gerais.

## Carrancas do Rio São Francisco

### Misticismo
Os primeiros registros de carrancas no Brasil, mas precisamente no Vale do rio São Francisco, datam da segunda metade do século XIX, com indícios desses ornamentos em embarcações que circulavam pelo São Francisco, rio que corta os Estados de Minas Gerais, Bahia, Pernambuco, Sergipe e Alagoas. Amuleto original do Brasil, é utilizado em barcos do Vale do São Francisco com a pretensão espantar maus espíritos das águas como a mãe d’água, o nego d'água e o surubim-rei que são lendas populares da região. Embarcações tradicionais do São Francisco figuram como as únicas embarcações a apresentar, em culturas ocidentais, carrancas na proa. Não há definição sobre ser sua origem ameríndia ou negra.
Uma corrente vai ao encontro da lenda do Nego D'água, também conhecido como Caboclo D"água, espírito maligno que afunda embarcações. A carranca então passou a ser colocada na frente das embarcações como forma de repelir o Nego D'água. Com o passar do tempo o ornamento passou a constituir uma expressão de arte popular.
A carranca também é encontrada em algumas religiões africanas e de origem africana como o Candomblé e a Umbanda. Na Umbanda está ligada a Exu que afasta energias negativas e mau olhado. Podendo significar tanto o orixá Exu quanto um amuleto contra mau olhado.
A palavras carranca e carrancudo/carrancuda também pode significar mau humor, feição fechada de uma pessoa. "Ela está com a carranca hoje!". "Que carrancudo!"

### O Padre e a Moça
Mais uma lenda que remete à carranca é a história de amor entre um padre e uma mulher. Não prosseguindo com o romance e consumido pelo amor, ódio, ciúmes e sede de vingança que sentia, o padre transformou-se em uma carranca.

## Carrancas em Portugal

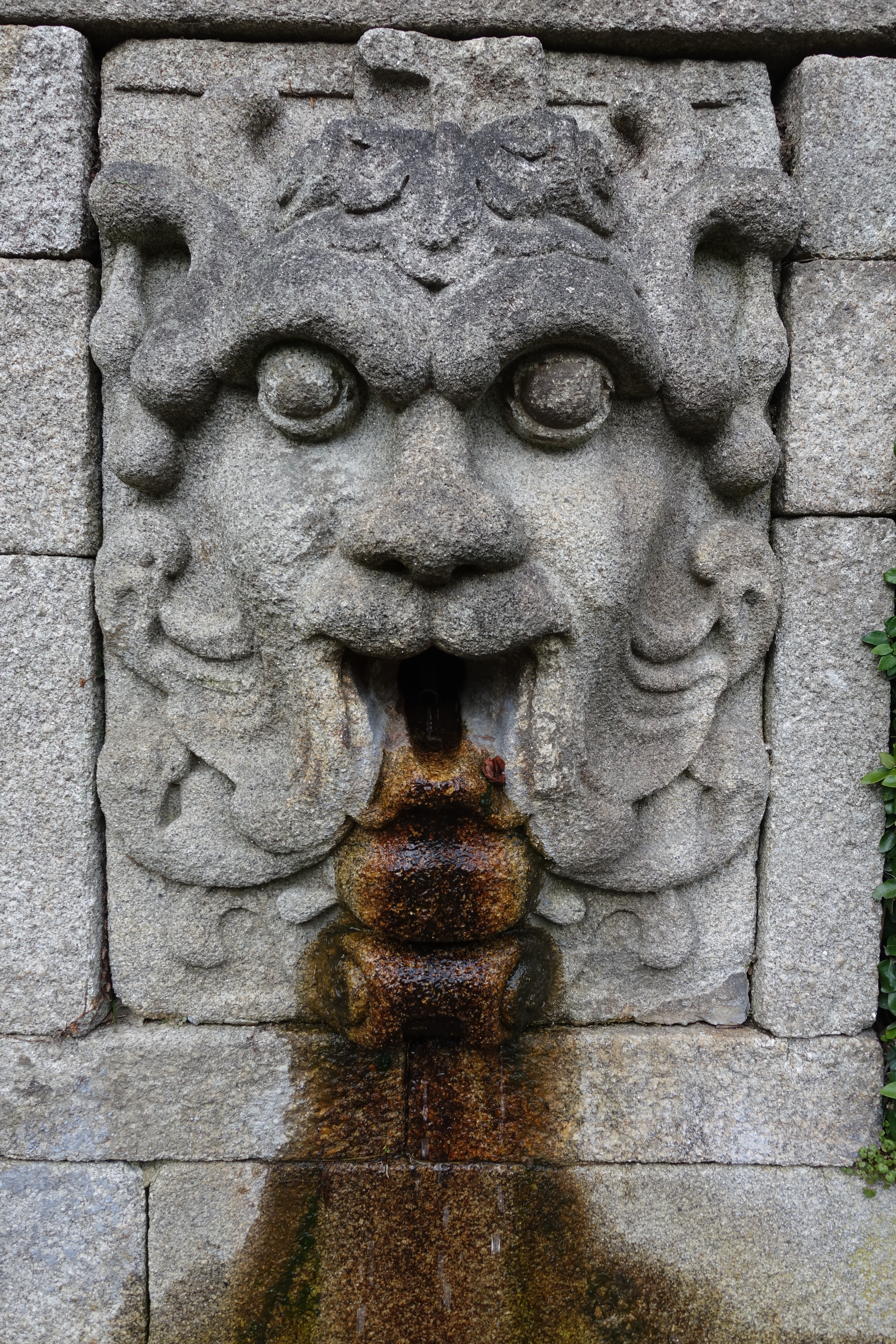
Fonte com uma carranca nos Jardins do Palácio de Cristal, no Porto, Portugal.

As carrancas em Portugal são elementos escultóricos ou decorativos tradicionalmente utilizados como forma de proteção simbólica, geralmente colocadas em fachadas de edifícios, barcos, fontes, fontes sacras ou mesmo em mobiliário e arte sacra. Embora mais frequentemente associadas ao Brasil — onde ganharam destaque na cultura ribeirinha do Rio São Francisco —, as carrancas têm também raízes e paralelos significativos na cultura portuguesa, integrando-se num imaginário europeu mais vasto de figuras apotropaicas, ou seja, destinadas a afastar o mal.
Em Portugal, encontram-se sobretudo sob a forma de figuras grotescas, demoníacas ou animalescas, muitas vezes esculpidas em pedra ou madeira, com expressões faciais exageradas. Estas figuras eram colocadas em locais estratégicos — como portas, janelas ou beirais — com o intuito de afugentar espíritos malignos, invejas ou má-sorte, funcionando como guardiãs simbólicas. O seu uso é particularmente visível na arte popular do norte e centro do país, embora também surjam exemplos em contextos mais eruditos, como nas gárgulas dos mosteiros e catedrais medievais.
No plano estético e simbólico, as carrancas portuguesas estão ligadas a uma tradição ancestral de personificação do medo e da superstição. Representam uma forma de resistência contra o invisível e o desconhecido, num tempo em que o espiritual e o material conviviam de forma intensa na vivência quotidiana das comunidades. Hoje em dia, algumas dessas figuras podem ser vistas em museus de arte popular ou ainda preservadas em edifícios antigos, testemunhando uma faceta curiosa e rica da herança simbólica portuguesa.

## Outros Tipos de Carrancas

### Drakkar
As famosas embarcações de guerra dos vikings, chamadas drakkar, exibiam cabeças de dragão esculpidas na proa da embarcação para aterrorizar os inimigos.

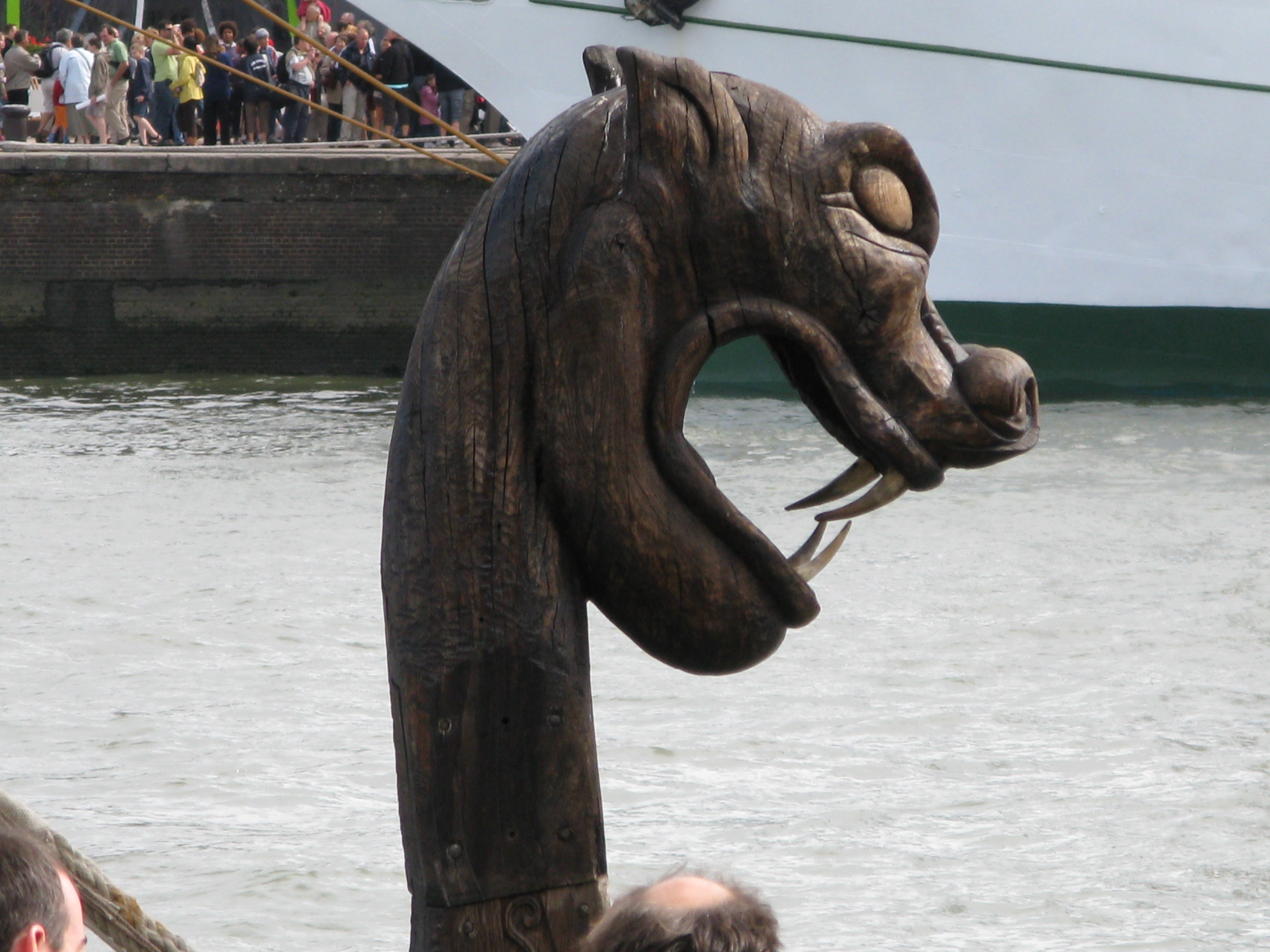
Um drakkar (dragão), espécie de carranca, usada em navios vikings

### Hannya
Em geral relacionadas ao teatro profissional japonês, os hannyas são máscaras de cores e formas variadas e sempre com expressões exageradas. Segundo uma das interpretações, originaram-se no teatro tradicional de estilo Nô. O hannya é um dos diversos tipos de máscaras usados pelos atores do Nô, representando especificamente, uma mulher vingativa e ciumenta.

## Família lexical
As palavras «carranca» e «carrancudo» (ou «carrancuda», no feminino) podem ser usadas não só para descrever objetos ou esculturas, mas também de forma figurada, para se referirem a uma expressão facial fechada, séria ou zangada, frequentemente associada ao mau humor ou a um estado de espírito pouco acessível.
Por exemplo, quando se diz «Ela está com a carranca hoje!», está-se a indicar que a pessoa tem uma expressão visivelmente irritada, contrariada ou mal-disposta — é como se o rosto refletisse o seu estado interior. Do mesmo modo, frases como «Que carrancudo!» são usadas para caracterizar alguém que apresenta constantemente esse ar sisudo ou mal-humorado, como traço habitual da sua atitude ou personalidade.
Este uso figurado é comum na linguagem informal e transmite de forma expressiva o impacto visual e emocional de uma atitude fechada, distante ou zangada, sendo particularmente eficaz na caracterização de pessoas pouco dadas ao sorriso ou à descontração. Assim, tanto «carranca» como «carrancudo» funcionam aqui como termos carregados de significado emocional e expressivo, que vão além da simples descrição física.